# العملية هيملر

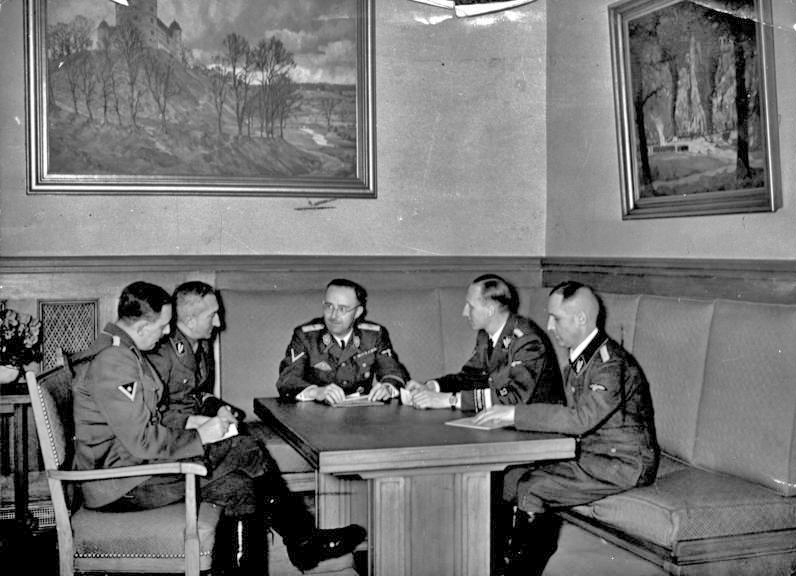
من اليسار إلى اليمين: فرانز جوزيف هوبر وآرثر نيبي والمخططون الثلاثة لمعظم عمليات هيملر: هاينريش هيملر، راينهارد هايدريش، هاينريش مولر

كانت عملية هيملر (المعروفة باسم عملية Konserve أو عملية السلع المعلبة) مشروع راية كاذبة تم تخطيطه عام 1939 من قبل ألمانيا النازية لإظهار أن بولندا تشن هجمات على ألمانيا، والذي استخدمه النازيون لاحقًا لتبرير غزو بولندا. وشمل ذلك شن هجمات على أنفسهم باستخدام الأبرياء أو سجناء معسكرات الاعتقال. كانت عملية هيملر هي أول عمل في الحرب العالمية الثانية في أوروبا.

## تخطيط
لأشهر قبل الغزو عام 1939، أطلق النظام الألماني حملة إعلامية عدوانية ليحصل على التأييد من قبل الشعب لحرب كان قد رغب فيها القليل من الألمان. لتقديم هذا الغزو كعملية مبررة للدفاع عن النفس، وكعملية أخلاقية، نشرت الصحافة الألمانية «الأعمال الوحشية البولندية» تظهر بواسطتها التمييز الحقيقي أو المزعوم والعنف الجسدي ضد الألمان المقيمين في بولندا. في محاولة تشكيل الرأي العام في الداخل والخارج، اخترعت الدعاية الألمانية عندما شبت نيران الحرب قصصا جديدة عن «الجرائم البولندية». ونشرت دعايات عن هجوم ضد الألمان الشعبيين في مدينة برومبارغ (بيدغودش)، حيث فر الألمان من الجيش البولندي، الأمر الذي أدى إلى مقتل ما بين 5.000 و6.000 ألماني.
الخطة، التي سميت باسم منشئها، هاينريش هيملر، أشرف عليها راينهارد هايدريش  وتم إدارتها  بواسطة هاينريش مولر. كان الهدف من هذا المشروع هو خلق مظهر من العدوان البولندي ضد ألمانيا، والذي يمكن استخدامه لتبرير الغزو الألماني لبولندا. ربما كان هتلر يأمل أيضًا في إرباك حلفاء بولندا، المملكة المتحدة وفرنسا، في تأخير إعلان الحرب على ألمانيا أو إيقافه.

## التنفيذ
تم تنفيذ معظم العمليات في 31 أغسطس 1939. العملية - وكذلك الهجوم الألماني الرئيسي - كان من المقرر أصلاً في 26 أغسطس؛ أدى الوضع الدبلوماسي المتغير إلى تأخير حتى 31 أغسطس - 1 سبتمبر - ولكن لم يتم إبلاغ إحدى الوحدات السرية الألمانية ونفذت هجومها على مركز جمركي ألماني؛ قتل العديد من الألمان قبل انتهاء الحادث. تم تنفيذ العمليات من قبل عملاء الأس أس والأس دي. ستقوم القوات الألمانية، التي ترتدي الزي الرسمي البولندي، باقتحام المباني الحدودية المختلفة، وتخويف السكان المحليين من خلال الطلقات غير الدقيقة، وتنفيذ أعمال تخريب، وتراجع، تاركين وراءهم جثثهم بالزي الرسمي البولندي. كانت الجثث في الواقع سجناء من معسكرات الاعتقال. كانوا يرتدون الزي الرسمي البولندي، وقتلوا (عن طريق الحقنة القاتلة، ثم أطلقوا النار عليهم ليبدو انهم جنود بولنديون) وتركوا ورائهم. تم وصفهم في الخطط بأنه "Konserve"، أي «السلع المعلبة» (والتي أدت أيضًا إلى الاسم الأكثر رسمية للعملية، عملية Konserve). 
كانت هناك عدة عمليات منفصلة، بما في ذلك هجمات على:
- السكك الحديدية الاستراتيجية في ممر Jablunka (حادثة Jabłonków)، وتقع على الحدود بين بولندا وتشيكوسلوفاكيا [9]
- محطة الإذاعة الألمانية Sender Gleiwitz (غليفيتسه) (يمكن القول إنها كانت أبرز عمليات هيملر؛ انظر قضية قلايفتز) [10]
- محطة الجمارك الألمانية في هوكليندن (اليوم جزء من ريبنيك - ستودوجي) [11]
- محطة خدمة الغابات في Pitschen (Byczyna)
- محطة الاتصالات في Neubersteich («Nieborowitzer هيملر» قبل 12 فبراير 1936، والآن Kuznia Nieborowska)
- محطة السكة الحديد في Alt-Eiche (Smolniki)، روزنبرغ في منطقة Westpreußen
- امرأة ورفيقها في كاتوفيتسه

### حادثة جليويتز

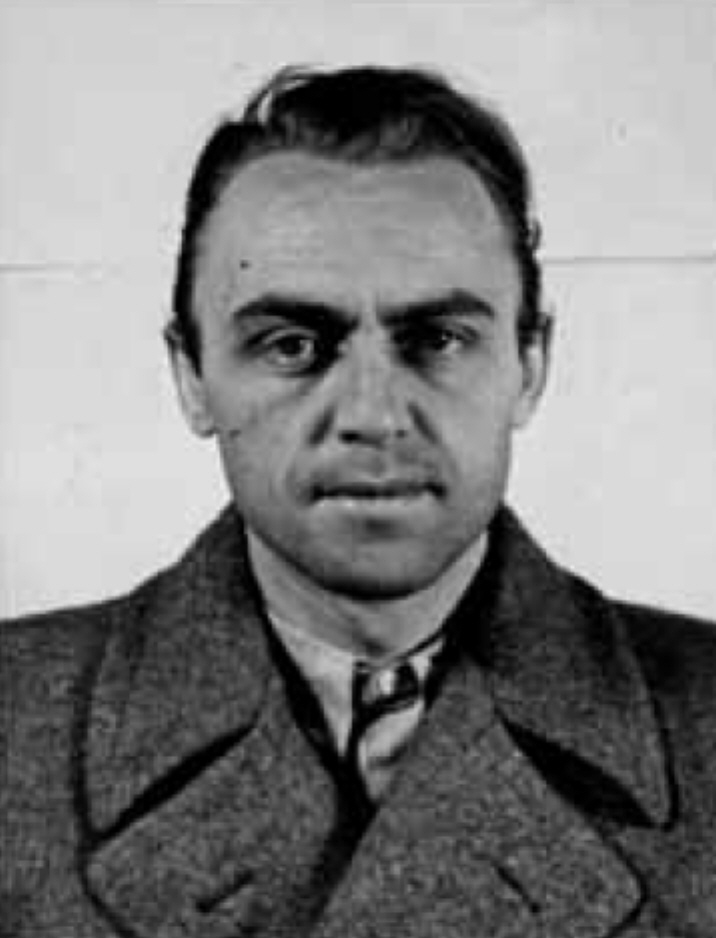
ألفريد نوجوكس

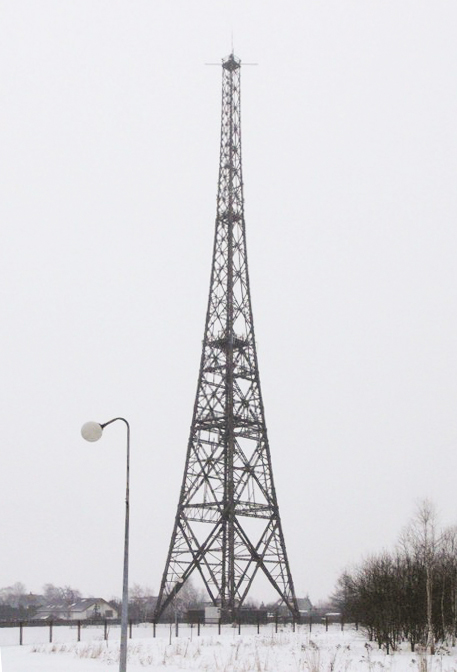
برج راديو جليفيتش اليوم. إنه أعلى هيكل خشبي في أوروبا.

في ليلة 31 أغسطس 1939، استولت مجموعة صغيرة من العملاء الألمان مرتدين الزي العسكري البولندي ويقودهم ألفريد ناوجوكس على محطة جليويتز وبثوا رسالة قصيرة مناهضة للألمان باللغة البولندية (تختلف المصادر حول محتوى الرسالة). قُتل العديد من السجناء (على الأرجح من معسكر الاعتقال داكاو) وناشط بولندي سيليزي (تم اعتقاله قبل يوم واحد) في مكان الحادث بالزي الرسمي البولندي.  

## ما بعد
في 1 سبتمبر، في خطاب ألقاه في الرايخستاغ، أشار أدولف هتلر إلى 21 حادثًا على الحدود كمبرر لعمل ألمانيا «دفاعي» ضد بولندا:
بحلول منتصف عام 1939، كان الآلاف من فولكس دويتشه البولنديين قد أعدوا سرا للتخريب وحرب العصابات من قبل مكتب فروتسواف (Wrocław) التابع لأبفير؛ كان الغرض من أنشطتهم هو إثارة أعمال انتقامية ضد ألمانيا يمكن أن يطالب بها الألمان على أنها استفزازات. تعاون هؤلاء العملاء الألمان بالفعل مع القوات الألمانية خلال غزو بولندا، مما أدى إلى بعض الأعمال الانتقامية، والتي كانت مبالغ فيها للغاية من قبل الدعاية النازية الألمانية.  تم الإبلاغ عن واحدة من أبرز الحالات لمثل هذا السيناريو خلال الأحد الدامي. قال أمر صادر عن وزارة الدعاية للصحافة:
فشلت العملية في إقناع الرأي العام الدولي بالادعاءات الألمانية.